# Carl Legien
Carl Legien, né à Marienbourg (aujourd'hui Malbork) le 1er décembre 1861 et mort à Berlin le 26 décembre 1920, est un syndicaliste allemand.
Il fut l'un des principaux dirigeants de l'ADGB et du SPD, et le premier secrétaire de la Fédération syndicale internationale en 1913.
En 1918, il participa aux négociations avec les représentants du patronat permettant la signature des accords Stinnes-Liegen, permettant de fixer la durée maximale du temps de travail quotidien à huit heures pour toutes les entreprises et la reconnaissance officielle des syndicats comme représentants des ouvriers.
Il lança un appel à la grève générale en mars 1920 pour faire échec à un putsch d’extrême droite dirigé par Wolfgang Kapp.